# South Africa Juniors
Das South Africa Juniors (auch South Africa Junior International genannt) ist im Badminton die offene internationale Meisterschaft von Südafrika für Junioren und damit das bedeutendste internationale Juniorenturnier in Südafrika. Es wurde erstmals 2017 ausgetragen.

## Die Sieger
| Saison | Herreneinzel                        | Dameneinzel       | Herrendoppel                    | Damendoppel                      | Mixed                          |
| ------ | ----------------------------------- | ----------------- | ------------------------------- | -------------------------------- | ------------------------------ |
| 2017   | Zach Russ                           | Halla Bouksani    | Melvin Appiah Tejraj Pultoo     | Halla Bouksani Linda Mazri       | Jarred Elliot Johanita Scholtz |
| 2018   | nicht ausgetragen                   | nicht ausgetragen | nicht ausgetragen               | nicht ausgetragen                | nicht ausgetragen              |
| 2019   | Robert Summers                      | Yasmine Hamza     | Robert Summers Caden Kakora     | Katharina Fink Yasmine Hamza     | Robert Summers Megan de Beer   |
| 2020   | nicht ausgetragen                   | nicht ausgetragen | nicht ausgetragen               | nicht ausgetragen                | nicht ausgetragen              |
| 2021   | Robert White                        | Diane Olivier     | Robert White Keaton Stansfeld   | Amy Ackerman Diane Olivier       | Robert White Amy Ackerman      |
| 2022   | Chang Yu-liang                      | Huang Pei-chen    | Lee Wen-che Liu Yu-che          | Cheng Hsuan-ying Tsai Li-yu      | Lee Wen-che Tsai Li-jie        |
| 2023   | Abhinava Krishna Venkata Duggirala  | Khadijah Kawthar  | Lucas Douce Khemtish Rai Nundah | Tiya Bhurtun Layna Luxmi Chiniah | Mahd Shaikh Khadijah Kawthar   |
| 2024   | Nithin Raghavendar Balasubramaniyam | Khadijah Kawthar  | Amer Mohammed Yazan Saigh       | Chiara How Hong Elsa How Hong    | Amer Mohammed Nabiha Shariff   |